# Festival Internacional de Puebla
El Festival Internacional de Puebla fue un festival artístico realizado normalmente en el mes de noviembre en el estado de Puebla. En el año 2011, con el cambio de gobierno, el festival fue sustituido por el Festival Palafoxiano y en el 2012, por el Festival 5 de mayo. Creado durante la administración del escritor Pedro Ángel Palou como Secretario de Cultura de Puebla en el 2002, el FIP tuvo varios Directores como Esteban Zavala, Jorge Ríos, Helio Huesca y Mauricio Pardo; siendo sus ediciones más destacadas las del 3o (2002, 2003, 2004,2005 y 2007) 

## Eventos destacados
- Mercedes Sosa
- Cultura Profética
- Sonidero Nacional
- Molotov
- Vicentico
- Enanitos Verdes
- Javier Bátiz con Canned Heat
- Dean Bowman
- David Gilmore
- Béla Fleck
- Nito Mestre
- Sacbé
- Michael Manring
- Sonex
- NG La Banda
- Ximena Sariñana
- Quilapayún
- Terry Riley
- Pablo Boullosa
- Alamaailman Vasarat
- Magos Herrera
- Tim Ries
- Calle 13
- José Cruz
- Tony Sheridan
- David Torrens
- Juan Villoro
- Harold López Nussa
- Pablo Milanés
- Los Concorde
- Fito Páez
- The Skatalites
- Los Tigres del Norte
- La Lupita
- Fobia (banda)
- Mono Blanco
- Los Folkloristas
- Aterciopelados
- Joan Sebastian
- 5° Elemento
- Chick Corea Trío (Chick Corea, Eddie Gomez y Antonio Sánchez).
- Marco Antonio Solís
- Chucho Valdés
- Compañía de Danza José Limón
- Cabezas de Cera
- Stick Men (Tony Levin, Pat Mastelotto y Michael Bernier).
- Diego El Cigala
- Charly García
- Boris Bribault, Pablo Molina, Nano Bravo, Moyenei, Rodolfo González y la Orquesta Sinfónica de Puebla interpretando a Bob Marley.
- Aleks Syntek
- La Internacional Sonora Balkanera
- Radaid
- Pesado